# Watertoren (Wagenborgen)
De watertoren in Wagenborgen is gebouwd in 1920 en bevond zich op het terrein van Groot Bronswijk. De in oktober 2007 afgebroken watertoren was een blikvanger van het dorp.